# 光孔颖草
光孔颖草（学名：Bothriochloa glabra）或歧穗臭根子草为禾本科孔穎草屬下的一个种。主要分佈於中華民國台灣、中華人民共和國广东省、云南省、印度、马来西亚、菲律宾、澳大利亚及非洲等地海拔1000-1500米的山坡草丛中。

## 扩展阅读
- 維基物種上的相關：歧穗臭根子草